# Bàsquet universitari
S'anomena bàsquet universitari principalment a l'estructura competitiva dels Estats Units establerta per la National Collegiate Athletic Association, més coneguda com a NCAA.
El bàsquet universitari a Espanya no té tanta tradició com l'americà. Cada any es disputen els Campionats d'Espanya Universitaris (CEU).